# غمار المناقع الزائف
غمار المناقع الزائف (الاسم العلمي:Gammarus pseudolimnaeus) هو نوع من القشريات يتبع جنس الغمار من الفصيلة الغمارية.